# Moordpartij in de Ardeatijnse grotten
De moordpartij in de Ardeatijnse grotten (Italiaans: Eccidio delle Fosse Ardeatine) was een massa-executie die op 24 maart 1944 plaatsvond in Rome. De executie werd uitgevoerd door troepen van nazi-Duitsland als vergelding voor de aanslag op een SS-bataljon, die partizanen een dag eerder hadden gepleegd in de Via Rasella in het centrum van Rome.

## Rome in de Tweede Wereldoorlog
Bij het uitbreken van de Tweede Wereldoorlog hadden het fascistische Italië en nazi-Duitsland zich verbonden tot de zgn. asmogendheden. Op 25 juli 1943 werd Mussolini, de leider van het fascisme, afgezet en gevangengenomen; als eerste minister werd hij vervangen door maarschalk Pietro Badoglio. Op 8 september werd bekendgemaakt dat Badoglio vijf dagen voordien een vredesovereenkomst had gesloten met de geallieerden, wat meteen ook het einde van het verbond der asmogendheden betekende.
De vroegere bondgenoot nazi-Duitsland richtte zich onmiddellijk tegen de stad Rome, die haast zonder verdediging achterbleef: koning Vittorio Emanuele III, eerste minister Badoglio en de hoogste generaals waren enkel op hun eigen lijfsbehoud bedacht en hadden de vlucht genomen naar de geallieerden in het zuiden van Italië. Reeds op 10 september viel Rome in handen van de nazi's. Rome was dan officieel een "città aperta", d.w.z. vrij van militaire eenheden of verdediging, maar in de feiten was de stad bezet en bestuurd door nazi-Duitsland.
In Rome zoals elders in het noorden van Italië groeide ondergronds verzet tegen de bezetters. Verschillende verzetsbewegingen waren actief in de hoofdstad, onder andere het Fronte Clandestino Militare, de Gruppi di Aziona Patriottica, het Fronte Militare en de Bandiera Rossa. Deze bewegingen trachtten de acties van de nazi's te saboteren maar verloren aan slagkracht ten gevolge van de razzia's, gevangennemingen en folteringen die de bezetters uitvoerden.

## Aanslag in de Via Rasella

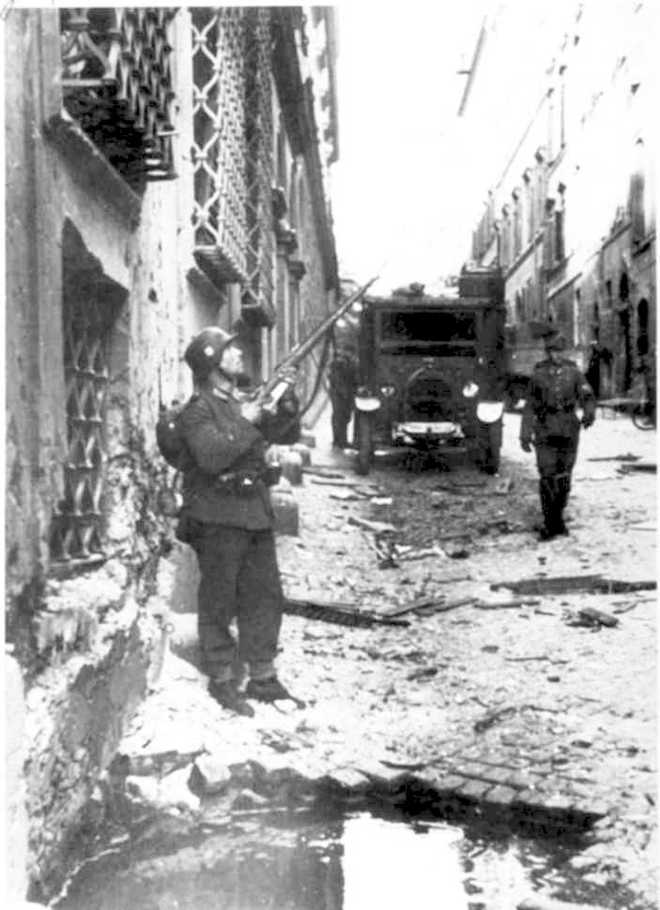
Onmiddellijk na de aanslag. De SS'er staat voor Palazzo Tittoni, Via Rasella 155.

In de namiddag van 23 maart 1944 pleegden 17 partizanen van de Gruppi di Aziona Patriottica ("gappisti") een bijzonder gewaagde aanslag op de nazi's in het centrum van Rome, meer bepaald in de Via Rasella. De datum was zeer symbolisch gekozen: op 23 maart 1919 had Mussolini de fascistische partij opgericht, en op 23 maart 1944 werd de 25ste verjaardag daarvan gevierd in een ministeriegebouw aan de Via Veneto nr. 33. De locatie voor de aanslag was uitgekozen op aangeven van een van de mededaders die in de omgeving van de Via Rasella woonde en had vastgesteld dat Duitse soldaten elke namiddag in oorlogstenue door de smalle Via Rasella marcheerden op hun weg naar hun kwartier nabij het ministerie van Binnenlandse zaken op de Viminale.
Verkleed als straatveger bracht een verzetsman, de 21-jarige Rosario Bentivegna, schuilnaam Paolo, een bom van 18 kg TNT ter plaatse die onder vuilnis lag verborgen in een straatvegerskar. Deze werd opgesteld aan Palazzo Tittoni, aan huisnummer 155 in de Via Rasella. Al dan niet toevallig was het precies in dat palazzo dat Mussolini van 1923 tot 1925 een appartement had betrokken.
Om 15.45 uur, precies op het ogenblik dat 160 Duitse soldaten van het SS-Polizeiregiment "Bozen" (samengesteld uit dienstplichtigen afkomstig uit het Noord-Italiaanse Bozen/Bolzano) door de Via Rasella marcheerden, werd de bom tot ontploffing gebracht. Andere partizanen gooiden vier granaten naar het uiteengeslagen regiment. De niet-getroffen soldaten antwoorden met mitrailleurschoten naar de bovenverdiepingen van de omliggende gebouwen, omdat zij dachten dat de bom vanuit de hoogte was gegooid.
Bij deze aanslag raakten 53 SS'ers gewond en kwamen er uiteindelijk 33 om het leven: 26 waren op slag dood; in het ziekenhuis overleden er die avond nog 6, en 1 de volgende ochtend. Onder de Italiaanse burgers eiste de bom 2 dodelijke slachtoffers en 11 gewonden; 4 burgers werden gedood door Duitse mitrailleurschoten. De aanslagplegers hadden zich op tijd uit de voeten weten te maken en bleven ongedeerd.

## Represaille

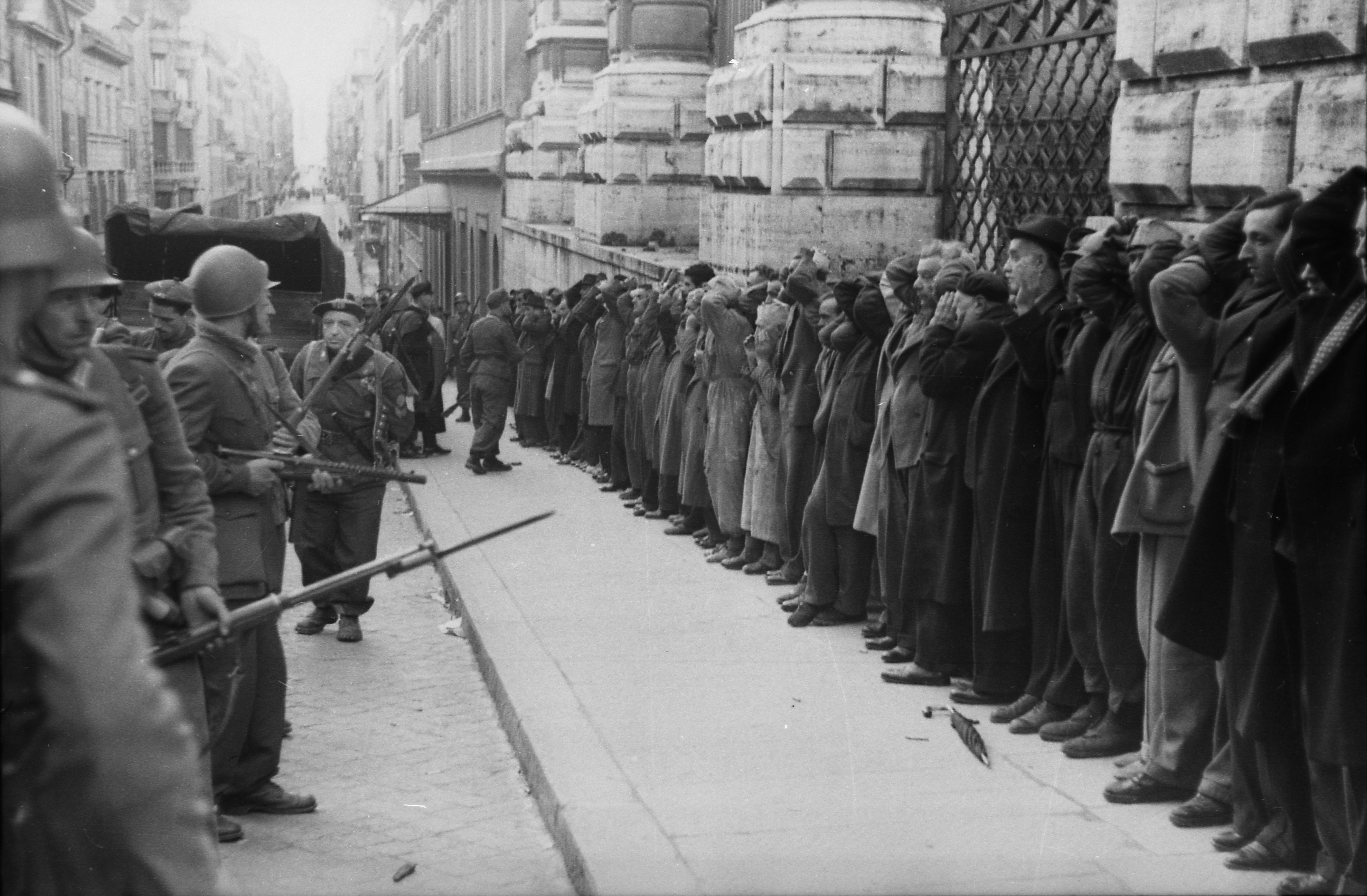
Opgepakte bewoners van de Via Rasella worden in bedwang gehouden voor de omheining van palazzo Barberini (Via delle Quattro Fontane).

De overige soldaten hielden onmiddellijk een razzia in de wijk, waarbij 250 mensen werden gearresteerd: toevallige passanten, en inwoners van de omliggende huizen. Onder bedreiging van geweren werden ze opgesteld langsheen de omheining van Palazzo Barberini; nadien werden ze overgebracht naar de gevangenis. Na ondervraging door de politie van de fascisten werden de meesten vrijgelaten; tien van hen echter zouden op de lijst van Kappler terechtkomen.
De nazi-fascistische overheid in Rome werd terstond verwittigd en spoedde zich naar de plaats van de aanslag. In een eerste reactie suggereerde ze zelfs om de hele wijk af te branden.
Reeds om 16.30 uur bereikte het bericht van deze aanslag Hitler in zijn hoofdkwartier, de Wolfsschanze. Hij zou een wraakactie gewild hebben "die de wereld zou doen sidderen", en zou zelfs gesproken hebben van 30 of 50 executies voor elke gedode SS'er, maar daarvan bestaat geen schriftelijk bewijs. Uiteindelijk beslisten de Duitse bevelhebbers in Italië, generaal Eberhard von Mackensen en veldmaarschalk Albert Kesselring, om voor elke gevallen Duitse soldaat tien Italianen te laten executeren, te beginnen met gevangenen die al ter dood waren veroordeeld. De SS'er Herbert Kappler, hoofd van de Gestapo in Rome, moest binnen de 24 uur het nodige aantal slachtoffers aanduiden. Bij het opstellen van de lijsten liet hij zich bijstaan door zijn kapitein Erich Priebke.
De uitvoering van de represaille werd niet op voorhand aangekondigd en aan de partizanen werd niet gevraagd om zich over te geven, wat de massa-executie misschien had kunnen vermijden.
Uitsluitend mannen werden als slachtoffer aangeduid. De meesten waren gevangenen in het SS-hoofdkwartier van de Via Tasso. Slechts drie van hen waren al ter dood veroordeeld; de anderen waren partizanen, communisten en antifascisten, gewone gevangenen van gemeen recht, toevallige passanten in de Via Rasella, en 75 joden. Om tot het vooropgestelde aantal te komen liet Kappler nog 50 Italiaanse gevangenen aanduiden door de questore Pietro Caruso en door Pietro Koch, hoofd van de beruchte fascistische politie "Banda Koch".
Dobbrick, commandant van het bewuste "Bozen"-regiment en Von Mackensen, generaal van de SS in Rome weigerden om de executies door hun manschappen te laten uitvoeren. Die taak lieten ze over aan Kappler, kolonel van de Gestapo in Rome: samen met zijn 74 manschappen moest hij 320 slachtoffers executeren. Bij het bericht dat er een 33ste SS'er was gestorven in het ziekenhuis, besliste Kappler geen 320 maar 330 Italianen te doden.
In de namiddag van 24 maart werden de arrestanten onder leiding van SS-officieren Erich Priebke en Karl Hass getransporteerd naar de verlaten Ardeatijnse grotten (Fosse Ardeatine). Deze vroegere puzzolaangroeven zijn genoemd naar de vlakbij gelegen Via Ardeatina, een baan die leidt naar het 33 km verderop gelegen stadje Ardea. De keuze viel op deze grotten omdat het stelsel van mijngangen toeliet de slachtpartij naderhand te verbergen zonder een massagraf te moeten delven.
Vanaf 15.30 uur werden de gevangenen telkens in groepen van vijf de grot in gedreven, met de handen op de rug gebonden. Ze moesten knielen voor het vuurpeloton en werden afgemaakt met een nekschot. Achter hen moesten dan de volgende vijf slachtoffers plaatsnemen, zodat er “geordende” stapels zouden ontstaan.
Terwijl de executies al aan de gang waren, liep de aanvoer van slachtoffers vanuit de gevangenissen nog door. Kappler stuurde zijn eerste luitenant Tunnat naar de gevangenis van Regina Coeli in de Via della Lungara om de 50 gevangenen op te halen die Caruso moest aanleveren. Caruso was nog niet klaar met de lijst, en Tunnat verzamelde willekeurige gevangenen; onder hen zelfs tien die toevallig op het binnenplein van de gevangenis stonden, klaar voor hun vrijlating. De lijsten van geselecteerde slachtoffers werden aangepast aan de effectief weggevoerden. Uiteindelijk waren er geen 330 gevangen aangevoerd naar de Ardeatijnse grotten, maar 335. Kappler besefte dat het om een vergissing ging, maar besloot om ook die laatste vijf neer te schieten.
74 SS'ers van het Gestapo-politiekantoor van Herbert Kappler moesten deelnemen aan deze massaexecutie. Tijdens het latere proces tegen Kappler kwam naar voren dat sommige officieren tijdens de executie gedwongen moesten worden om deel te nemen, en dat een van hen zelfs flauwviel tijdens het tafereel. Omdat het vuurpeloton bestond uit onervaren officieren, gaf Kappler hen brandy te drinken om hun zenuwen te kalmeren. Onder de invloed van de alcohol werden de executies minder secuur uitgevoerd, waardoor vele slachtoffers een ware lijdensweg ondergingen doordat de dood pas laat intrad, of zelfs pas toen de nazi's de ingang van de grotten hadden opgeblazen om te verhinderen dat de lijken zouden worden ontdekt.
De executies duurden van kort na 15.30 tot 20 uur. De lijken werden opgestapeld in twee mijngangen. Onmiddellijk nadien deden geniesoldaten de toegang tot de grotten instorten, opdat de lijken niet zouden worden ontdekt.
Nog diezelfde dag, om 22.45 uur, berichtten de Duitse bevelhebbers via telex aan het Italiaanse persbureau dat "misdadige communisten, aanhangers van Badoglio" daags voordien een bomaanslag hadden gepleegd op een Duitse politiecolonne, waarbij 32 Duitsers om het leven waren gekomen, dat zij bevel hadden gegeven om voor elke gedode Duitser tien "misdadige communisten" zouden worden gefusilleerd, en dat dit bevel reeds was uitgevoerd. Het communiqué vermeldde de locatie niet, en sprak dus maar van 32 gewroken nazi's.

## Ontdekking en reacties
De eersten die de vreselijke slachtpartij ontdekten waren de paters salesianen die de nabijgelegen catacombe van Sint-Calixtus bewaken: zij hadden de hele namiddag de abnormale drukte gehoord van voorbijrijdende vrachtwagens, en 's avonds twee enorme explosies. Als zij de volgende ochtend gingen onderzoeken wat er zich had afgespeeld, begrepen ze wat daar gebeurd was.
Op 25 maart werd het communiqué van de Duitse bevelhebbers overgenomen door de Romeinse kranten. Voortgaande op deze - door de bezetters gecontroleerde - informatiebronnen bracht de bevolking van Rome geen sympathie op voor de aanslag van de partizanen; ontzetting en angst waren de overheersende gevoelens. Na de aanslag in de Via Rasella pleegde het verzet geen gewelddadige aanslagen meer in Rome, en beperkte het zijn activiteiten in de hoofdstad tot spionage en het doorspelen van informatie.
Pas twee weken nadien begon de Gestapo de nabestaanden van de slachtoffers te melden dat ze de persoonlijke bezittingen mochten komen ophalen van de gevangenen die op 24 maart waren gestorven - zonder dat daarbij de doodsoorzaak werd opgegeven. Zo raakte geleidelijk bekend wie de slachtoffers van de represaille waren.
Op 24 april 1944, exact een maand na de slachtpartij, hingen partizanen van de communistische verzetsgroep Bandiera Rossa aan de ingang van de grotten een affiche op met de belofte dat zij de slachtoffers zouden wreken.
Rome werd door de geallieerden bevrijd op 4 juni 1944, en op 2 juli nadien begon het onderzoek van de grotten. Om de mijngangen vrij te maken moest 2.000 m² puin worden afgevoerd. In de mijngangen ontdekt men de lijken, anderhalve meter hoog opgestapeld. Bovendien stelde men vast dat er geen 320 slachtoffers waren zoals het Duitse communiqué had gemeld, maar wel 335. Elk lichaam afzonderlijk werd onderzocht door wetsdokters die trachtten het te identificeren op basis van lichamelijke kenmerken en voorwerpen die men in de kledij van de slachtoffers vond. Aan de hand van die resultaten werden de familieleden gecontacteerd. Tegen einde november 1944 had men 325 van de 335 slachtoffers kunnen identificeren.
Na de oorlog ontvingen twee kopstukken van de aanslag, Rosario Bentivegna en Carla Capponi, een militaire onderscheiding voor bewezen moed en werden ze beschouwd als helden van het verzet.

## Slachtoffers
Van de 335 slachtoffers heeft men er 327 kunnen identificeren; de laatste twee pas in 2011. Van zes andere personen heeft men de naam zonder die te kunnen toewijzen aan een van de resterende acht niet-geïdentificeerde lichamen.
Onder de slachtoffers waren er:
- 154 personen tegen wie een politieonderzoek liep
- 23 personen die wachtten op hun proces bij het Duitse militaire gerecht
- 16 personen die door het Duitse militaire gerecht waren veroordeeld tot straffen gaande van 1 tot 15 jaar
- 75 leden van de joodse gemeenschap in Rome
- 40 personen die door de Romeinse dienst Veiligheid waren gevangengenomen om politieke redenen
- 10 personen aangehouden om reden van de openbare veiligheid
- 10 personen aangehouden in de omgeving van de Via Rasella
- 1 persoon die reeds was vrijgesproken door het Duitse militaire gerecht

De twee jongste slachtoffers waren slechts 15 jaar; het oudste was 74.

## Veroordeling van de verantwoordelijken
- Eberhardt von Mackensen werd in 1946 ter dood veroordeeld, maar het jaar nadien zette de Britse generaal John Harding deze straf om in levenslange gevangenschap. Reeds in 1952 werd hij definitief vrijgelaten. Hij overleed in 1969.
- Albert Kesselring werd in 1947 eerst ter dood veroordeeld voor oorlogsmisdaden en voor de slachtpartij van de Ardeatijnse grotten. Nadien werd de straf gewijzigd in levenslange gevangenschap. In 1952 werd hij om gezondheidsredenen vrijgelaten; hij overleed in 1960.
- Herbert Kappler werd in 1948 schuldig bevonden: niet aan de executie van 320 slachtoffers die hem door zijn hiërarchische oversten was opgedragen, maar voor de executie van de 15 overige slachtoffers die op zijn bevel waren gedood. Hij werd veroordeeld tot levenslange gevangenschap. Omdat hij leed aan een ongeneeslijke tumor werd hij in 1976 onder druk van de Duitse regering opgenomen in het militaire ziekenhuis op de Celio-heuvel. Het jaar nadien wist hij daaruit te ontsnappen en naar Duitsland te vluchten, waar hij overleed in 1978.
- Erich Priebke werd na de oorlog achtereenvolgens in Bolzano, Ancona, Afragola (bij Napels) en Rimini gevangengehouden. Hij wist echter te ontsnappen naar Vipiteno (Sterzing). Met de steun van kerkoversten en zelfs van het Vaticaan wist hij in 1948 onder een valse naam te ontkomen naar Argentinië, waar hij opnieuw zijn echte naam aannam. Pas in 1994 werd hij daar ontdekt door een tv-ploeg. Het jaar nadien werd hij uitgeleverd aan Italië en daar werd hij veroordeeld tot levenslange gevangenschap, nadien omgezet in huisarrest, maar herhaaldelijk werd vastgesteld dat hij zich daar niet aan hield. In 2013 overleed hij in Rome op 100-jarige leeftijd.
- Pietro Caruso werd na de bevrijding van Rome ter dood veroordeeld en op 22 september 1944 gefusilleerd.
- Ook Pietro Koch werd ter dood veroordeeld en op 5 juni 1945 gefusilleerd.

## Houding van de Heilige Stoel
Er bestaat grote controverse omtrent de houding van paus Pius XII tegenover het oorlogvoerende Duitsland en omtrent zijn houding in verband de moordpartij in de Ardeatijnse grotten. De schrijver Robert Katz betoogt dat het Vaticaan op de hoogte was van de voorgenomen executie, maar zich niet heeft laten horen. Vanuit het Vaticaan is als tegenargument gevoerd, dat er wellicht niets gedocumenteerd is over eventueel ingrijpen van de paus, maar dat op diplomatieke manier wel was getracht om de Duitse bezetter op andere gedachten te brengen. Verder kwam naar voren dat het Vaticaan geholpen zou hebben bij de vlucht van de SS-officier Priebke naar Argentinië.
Pas op 2 maart 2020 zijn de archieven van Pius XII door het Vaticaan opengesteld voor onderzoek. Slechts na het bestuderen daarvan zal men zich een exact beeld kunnen vormen van de houding van deze paus tijdens de Tweede Wereldoorlog en meer in het bijzonder tegenover de moordpartij in de Ardeatijnse grotten.

## Memoriaal

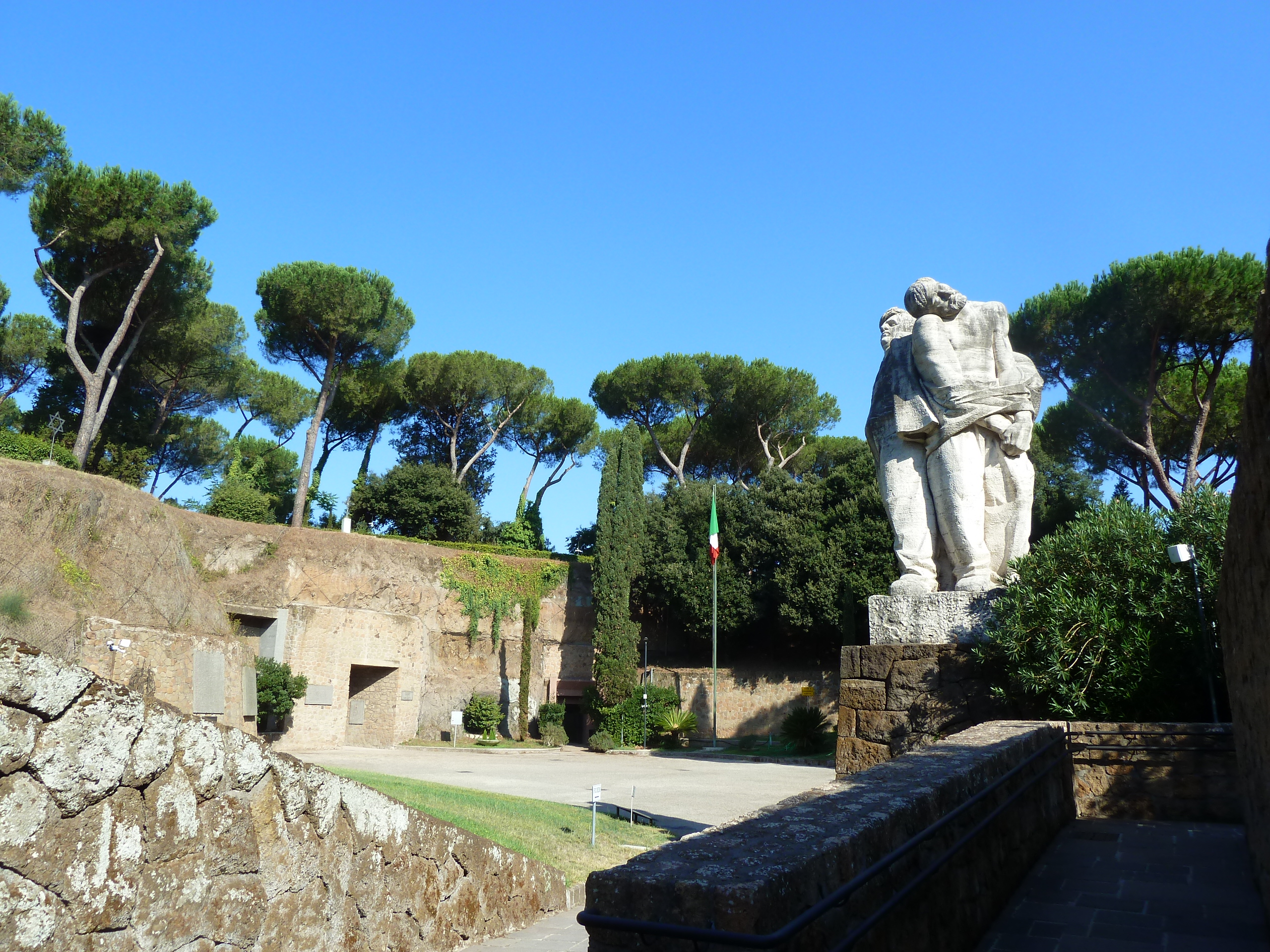
Het voorplein en de beeldengroep "Le tre età".

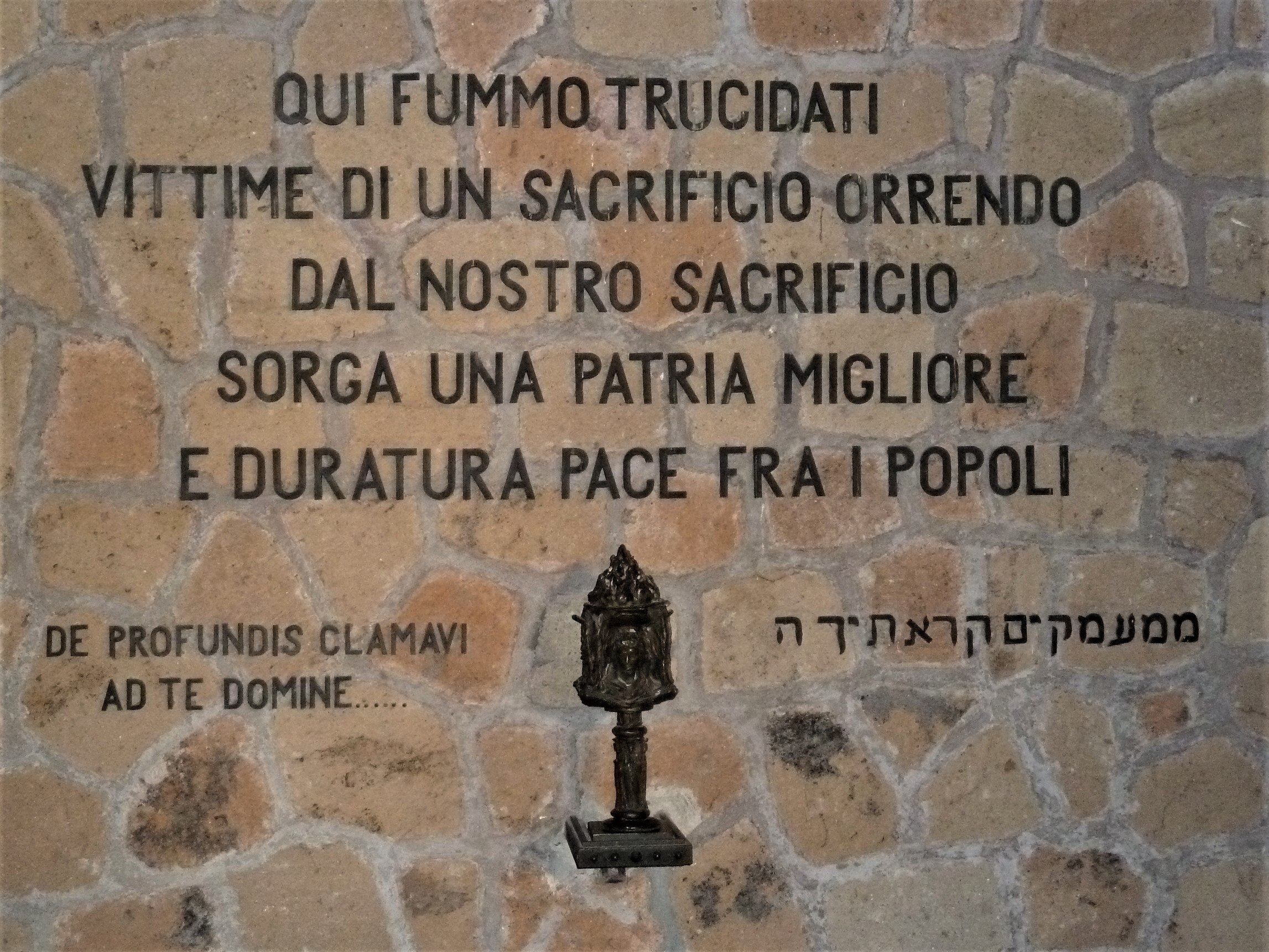
Opschrift in de groeve.

Onmiddellijk na het einde van de oorlog besliste de stad Rome om op de plaats van de executie een memoriaal op te richten ter herdenking van de slachtoffers van deze moordpartij. Voor het ontwerp werd een wedstrijd uitgeschreven, waarin twee deelnemende groepen ex aequo eindigden. Zij kregen de opdracht om een gezamenlijk ontwerp te realiseren voor het monument, het voorliggende plein en de versteviging van de mijngangen die de nazi's hadden doen instorten na de moordpartij. Het "Mausoleo delle Fosse Ardeatine" werd ingehuldigd op 24 maart 1949, vijf jaar na de moordpartij.
Op het voorplein staat een zes meter hoog travertijnen beeld, een werk van Francesco Coccia, genaamd Le tre età ("de drie leeftijden"). Het staat symbool voor de slachtoffers en stelt drie mannen voor van verschillende leeftijden: jeugd, volwassenheid en ouderdom, met de handen op de rug gebonden zoals de slachtoffers naar hun dood waren gevoerd.
Achter dit standbeeld bevindt zich de "monoliet": een plateau van gewapend beton, 48 op 26 meter groot en 3,60 meter dik, dat met zes korte pilasters steunt op de onderliggende omtrekmuur. In de duistere binnenruimte bevinden zich 14 rijen met in totaal 336 individuele granieten grafzerken: 335 voor de slachtoffers van deze moordpartij, genummerd in volgorde van de ontdekking van het lichaam, en één als vertegenwoordiger voor alle slachtoffers van het fascisme en nazisme in Italië.
Ook het gangenstelsel waar de slachtpartij plaatsgreep is toegankelijk gemaakt. Verder omvat het memoriaal ook een museum met oorlogsherinneringen: drukwerken, foto's en andere objecten die getuigen van de gebeurtenissen van 23 en 24 maart 1944. Op enkele feestdagen na kan dit memoriaal alle dagen van het jaar worden bezocht.
Jaarlijks vindt er bij dit memoriaal een herdenking plaats op of omstreeks 24 maart, vaak in aanwezigheid van de Italiaanse president. Op 3 mei 2017 werd het memoriaal voor de eerste keer bezocht door een Duitse president, toen Frank Walter Steinmeier, vergezeld door de Italiaanse president Sergio Mattarella.

## Boeken, films en theater

### Boeken
In twee monografieën wordt deze moordpartij vanuit historisch standpunt onderzocht:
- Death in Rome van de Amerikaanse auteur Robert Katz (1967)
- L'ordine è già stato eseguito ("Het bevel is reeds uitgevoerd) van de Italiaanse auteur Alessandro Portelli (1999)

Verder komt de moordpartij ook aan bod in andere literaire werken van Italiaanse auteurs:
- La Storia van Elsa Morante (1974)
- Tutti i sognatori van Filippo Tuena (1999)
- Al di là della notte. Il romanzo delle Fosse Ardeatine van Ivano Liberati (2017)
- Duello nel Ghetto van Maurizio Molinari en Amedeo Osti Guerrazzi (2017)

### Films
Over deze gebeurtenis werden er een aantal speelfilms en documentaires gemaakt, waaronder:
- Giorni di gloria ('Dagen van roem') van Luchino Visconti (1944)
- Dieci italiani per un tedesco ('Tien Italianen voor één Duitser') van Filippo Walter Ratti (1962)
- Rappresaglia (Engelse titel: Massacre in Rome) van George Pan Cosmatos (1973), gebaseerd op het boek van Robert Katz
- Quel 24 marzo ('Die 24ste maart'), een documentaire uit 2013

De razzia waarbij burgers werden opgepakt en afgevoerd naar de Fosse Ardeatine komt ook voor in de film Una giornata particolare van Roberto Rosselini (1945).

### Theater
De moordpartij bij de Ardeatijnse grotten vormt ook het thema of de achtergrond van een aantal Italiaanse toneelstukken.

## Afbeeldingen

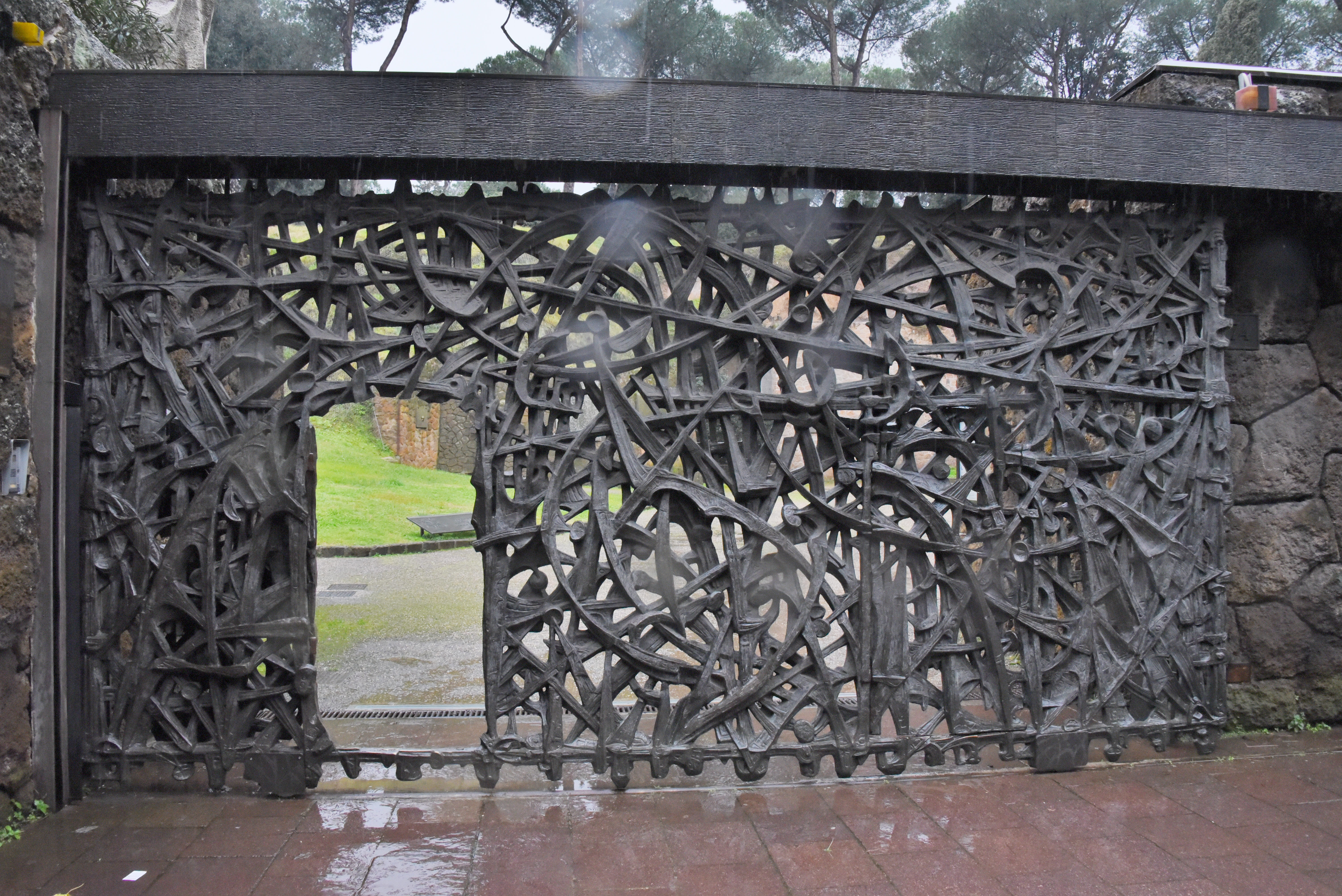
Het toegangshek symboliseert de chaos waarin de moordpartij werd uitgevoerd.
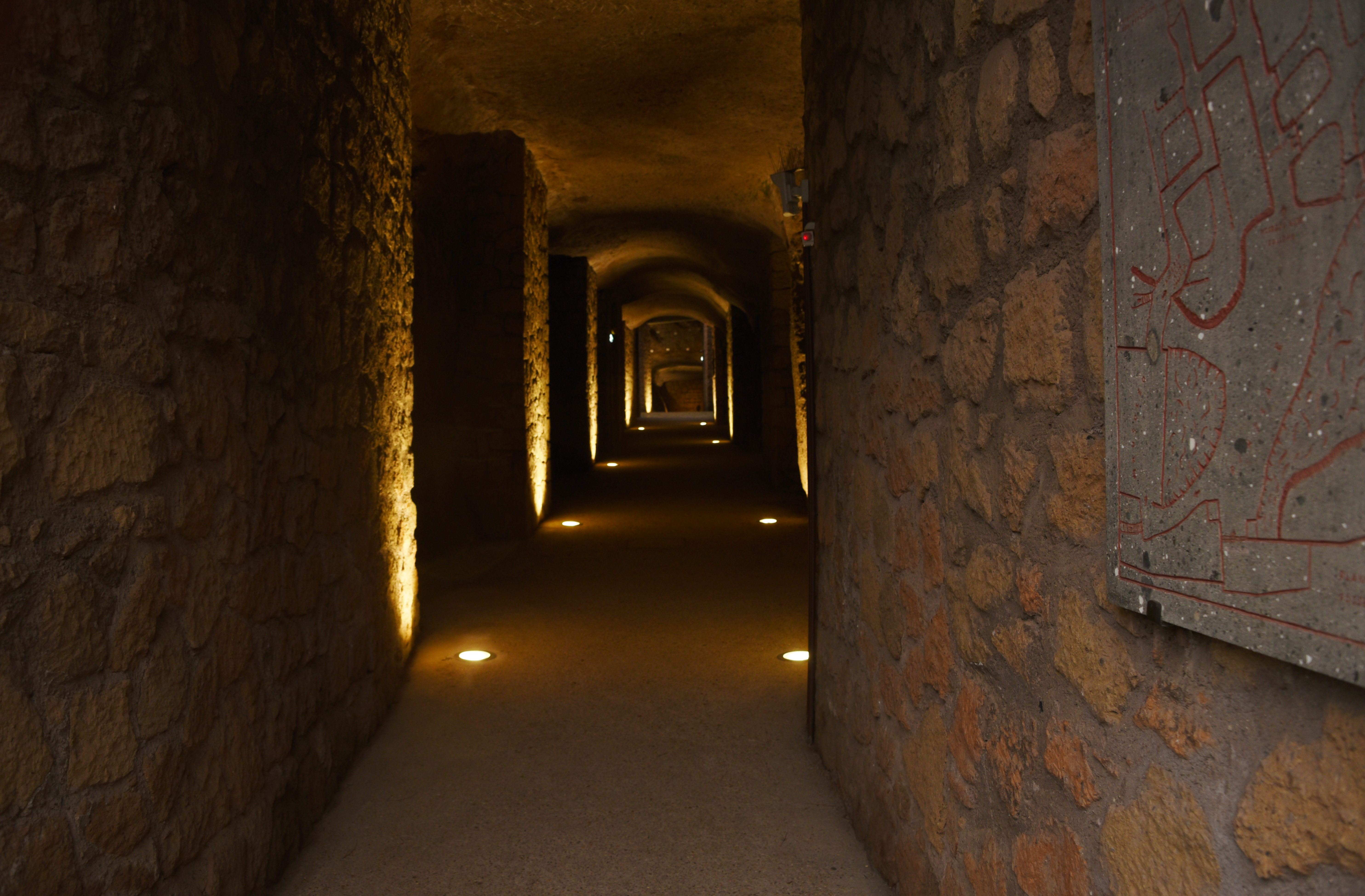
De gangen in de puzzolaangroeve zijn toegankelijk gemaakt voor bezoek.
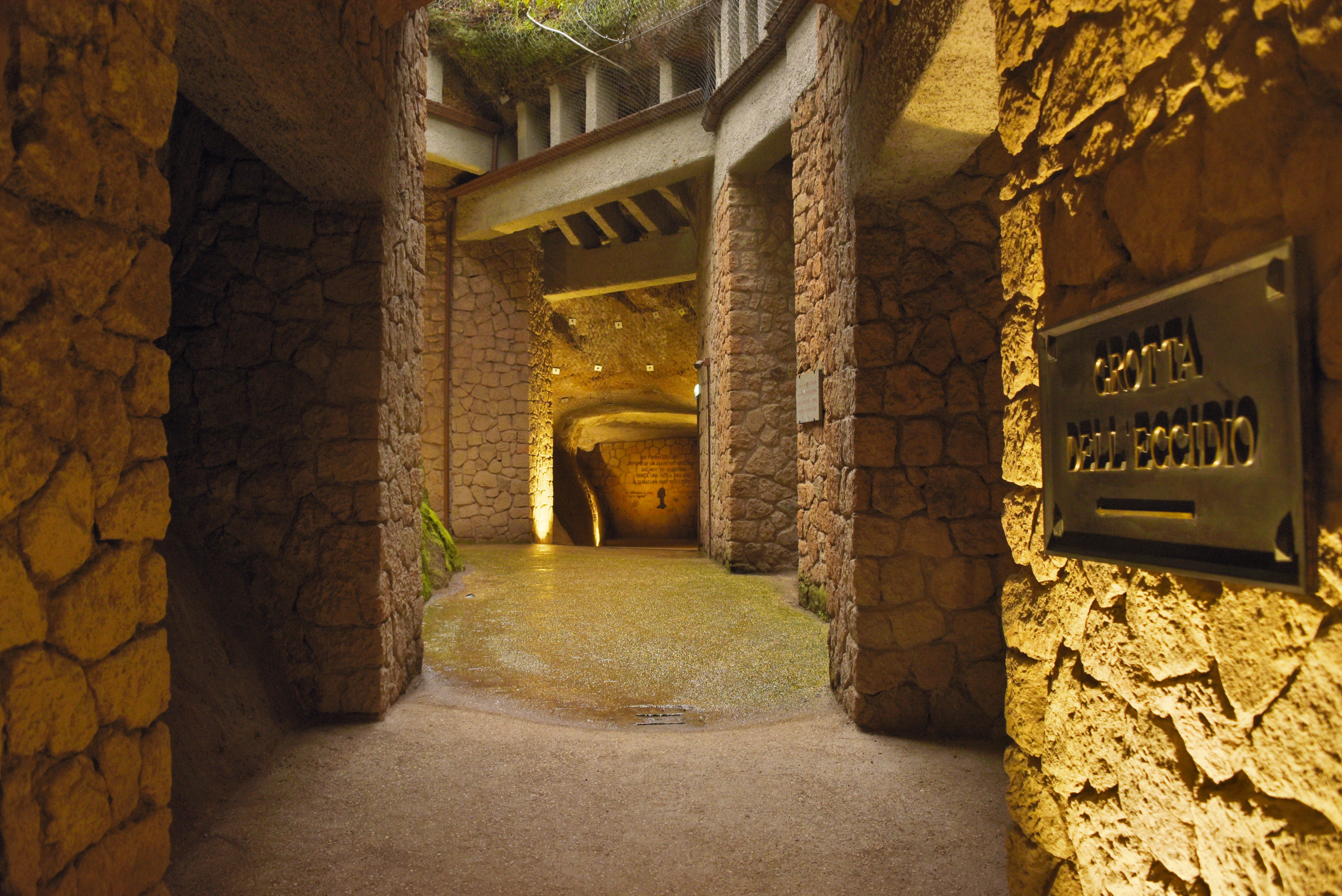
De gangen in de puzzolaangroeve.
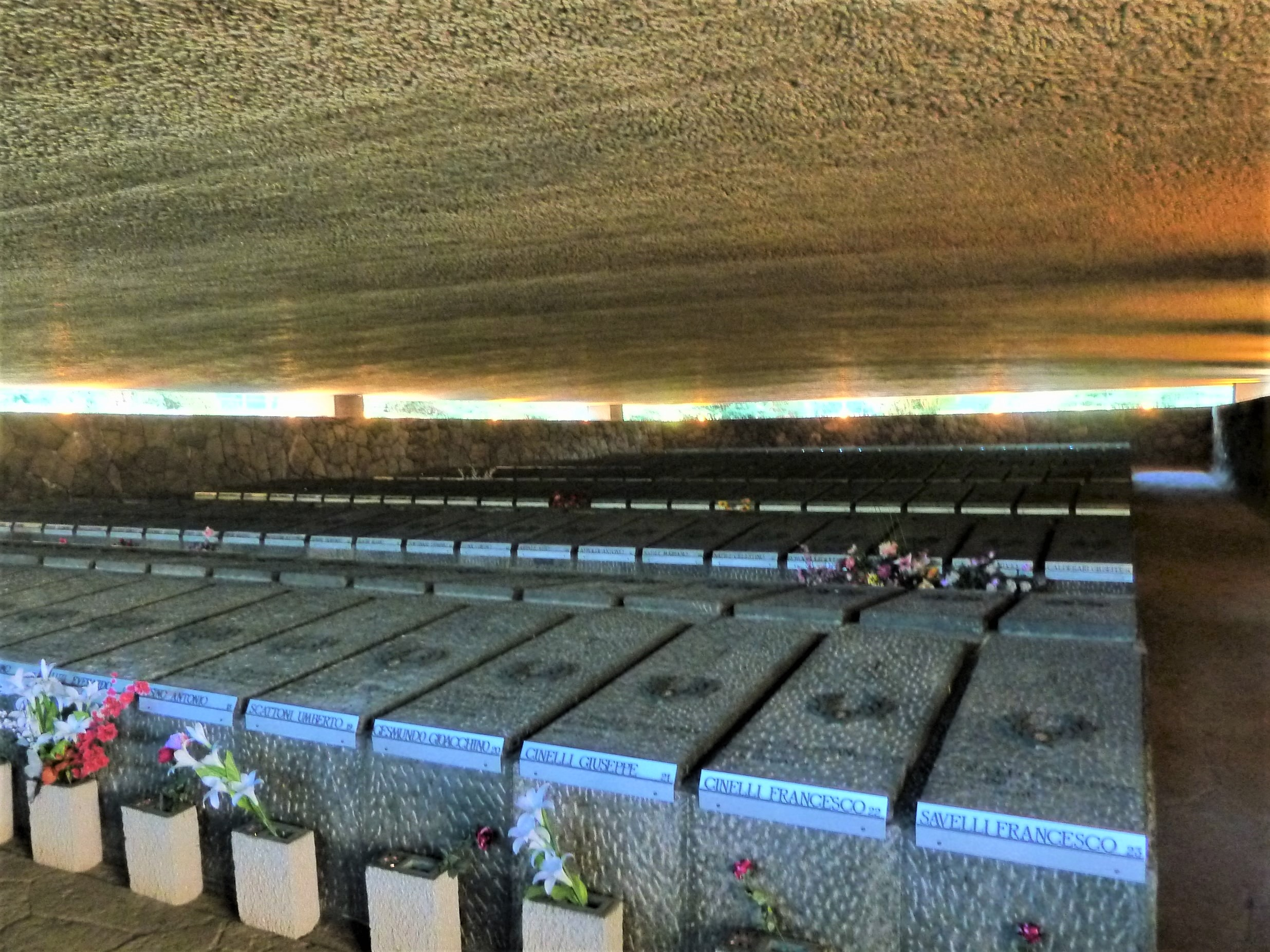
De grafzerken voor de slachtoffers onder de "monoliet".
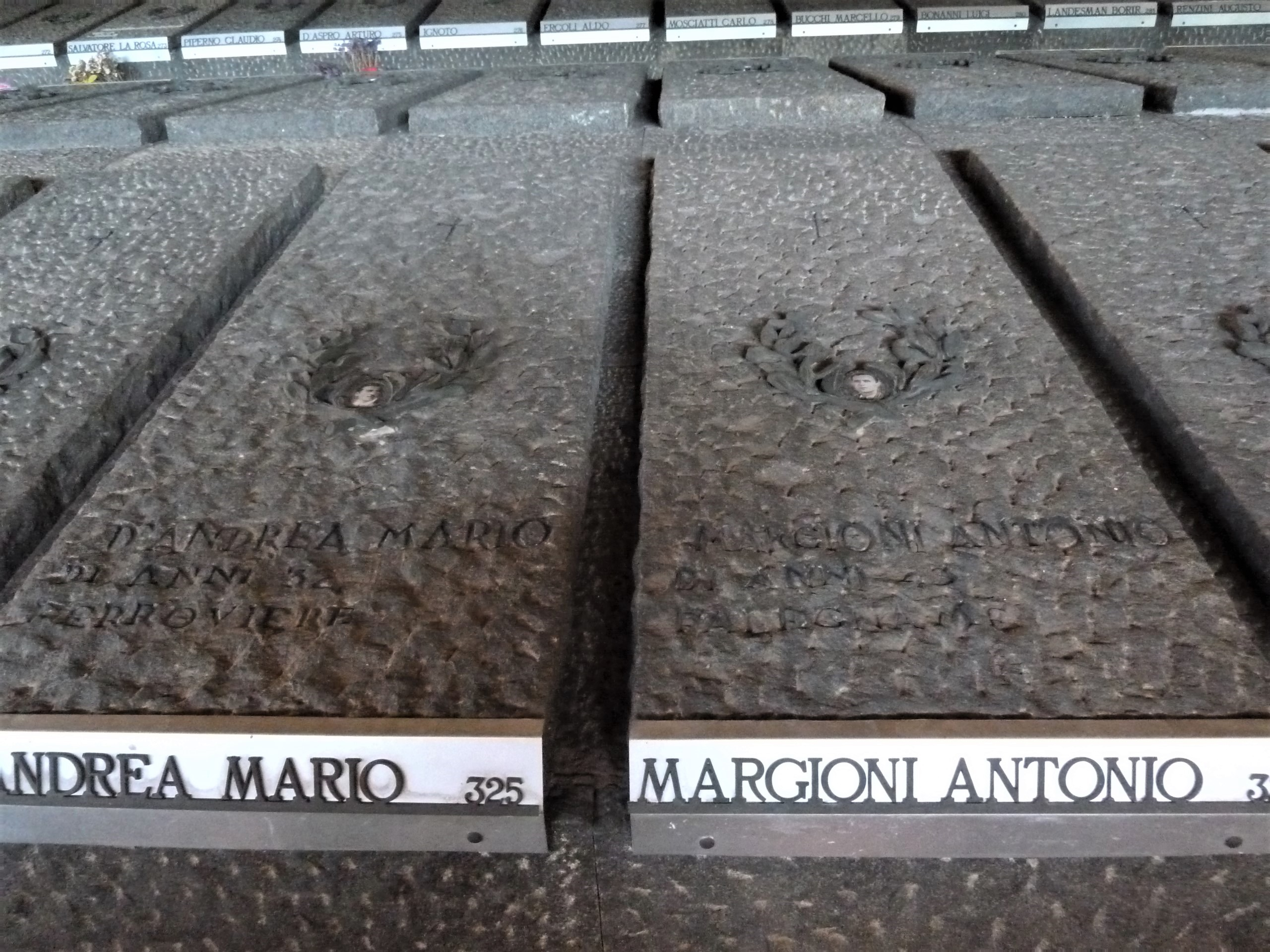
Grafzerken met naam, foto, geboortejaar en beroep van het slachtoffer.
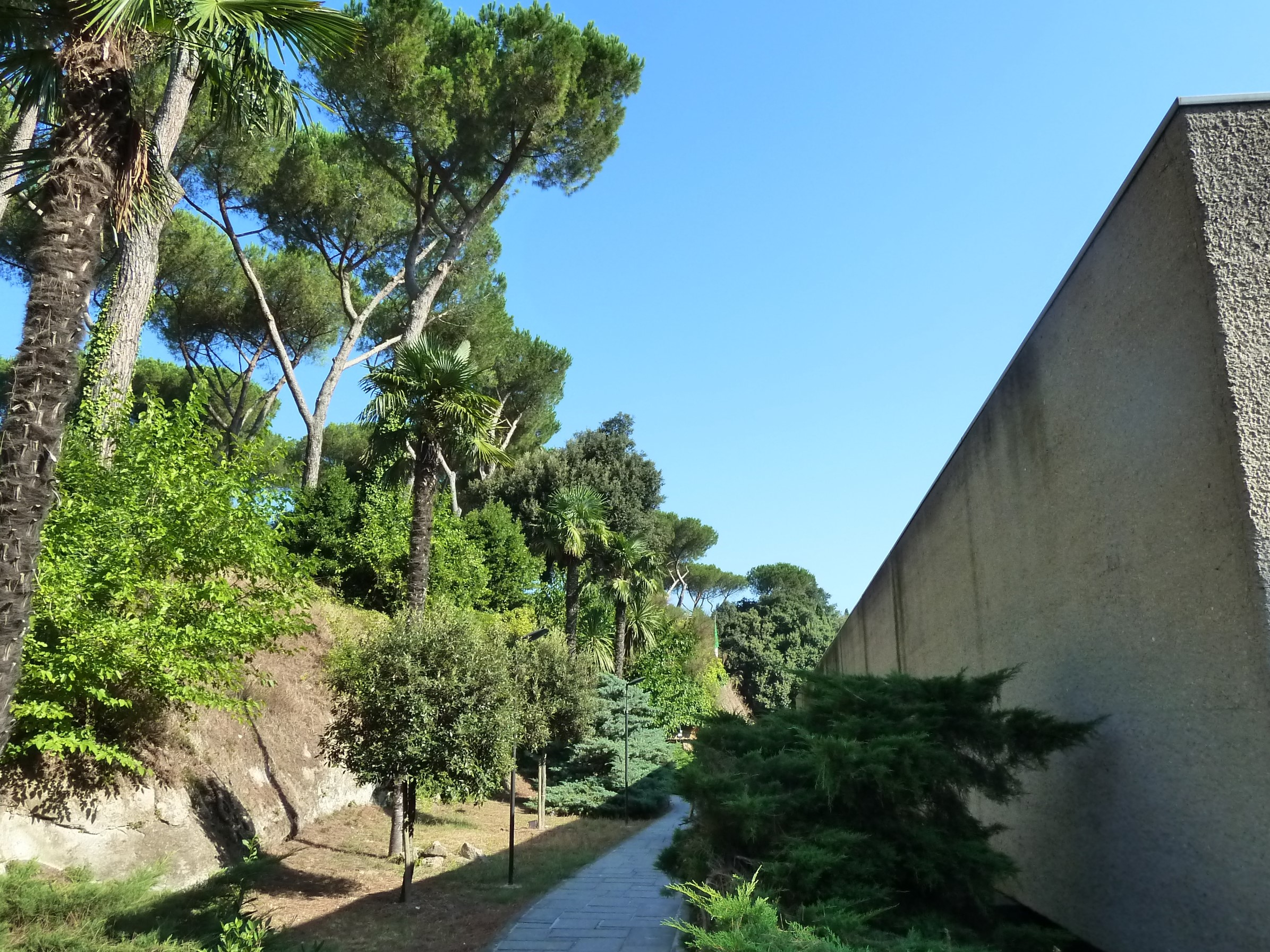
Pad naast de "monoliet" dat naar de grotten leidt.

Ardeatijnse-grotten · Babi Jar · Bleiburg · Bronnaja Gora · Butrimonys · Canicattì · Changjiao · Chatyn · Distomo · Glitiškės · Kamjanets-Podilsky · Katyn · Ležáky · Lidice · Maillé · Malmedy · Nanjing · Oradour-sur-Glane · Paneriai · Sochy · Trhová Kamenice · Tulle · Vinkt · Wereth